# Djaimilia Pereira de Almeida
Djaimilia Pereira de Almeida (Luanda, Angola, 1982) és una escriptora i activista feminista portuguesa.
Nascuda a Angola, va créixer i educar-se a Oeiras, Portugal, on encara avui resideix. El 2012, després d'haver fet la llicenciatura en estudis portuguesos per la Universidade Nova de Lisboa, es va doctorar en teoria de la literatura a la Universitat de Lisboa. Va fundar i dirigeix la revista electrònica Forma de Vida. Els seus escrits apareixen en revistes com Granta, Serrote, Zum, Common Knowledge, Quatro 5 um, Words Without Borders, Pessoa, entre d'altres. És autora de diverses novel·les que han rebut diferents reconeixements i escriu una columna mensual al Blog Dona Companhia.
La seva primera novel·la, Esse cabelo (2015), va guanyar el Premi Novos 2016. La seva segona obra, Luanda, Lisboa, Paraíso, també va ser reconeguda amb el Premi Fundação Inês de Castro de 2018. Acaba de publicar la seva tercera novel·la, Pintado com o pé.
Amb la seva primera obra, Esse Cabelo, ficció autobiogràfica, classificada en un subgènere que va rebre el nom d'autoficció es va donar a conèixer al públic i a la crítica. Es tractava d'una espècie de novel·la-assaig que va despertar l'atenció dels lectors i de la crítica per la qual semblava ser una veu innovadora d'una generació que parlava de raça, identitat, gènere, qüestionat clixés associats a la condició de la negritud o del que és viure en un món d'estranyesa, ja sigui en el lloc d'on va néixer, Angola, com en el que va créixer i viu, Portugal. Djaimilia va ser llavors comparada a altres escriptores femenines que van sorgir als Estats Units, Anglaterra, o en països d'Àfrica com Nigèria o Etiòpia; dones que escriuen desafiant el que s'espera d'elles.

## Reconeixements
- Premi de Ensaísmo de la revista brasilera Revista Serrote de l'Institut Moreira Salles (2013)[3]
- Premi Novos 2016 en la categoria de Literatura per Esse Cabelo (2016)[2]
- Finalista de la iniciativa Rolex Mentor and Protégé Arts (2016)[8]
- Premi Literari de la Fundação Inês de Castro, per majoria unánime, per la seva novel·la Luanda, Lisboa, Paradís (2018)[1]

## Publicacions
- Esse cabelo (Teorema, 2015); Els meus cabells (Trad. de S. Benassar. Gandia: Lletra Impresa, 2022)
- Ajudar a cair (Fundação Francisco Manuel dos Santos, 2017)
- Luanda, Lisboa, Paraíso (Companhia das Letras, 2018)
- Pintado com o pé (Relógio D'Água, 2019)
- Os Gestos (Relógio D'Água, 2021)